# Вава
Едва́лду Ізі́діу Нету (порт. Edvaldo Izidio Neto; 12 листопада 1934, Ресіфі — 19 січня 2002, Ріо-де-Жанейро) на прізвисько Вава — бразильський футболіст, один з найкращих бомбардирів Чемпіонату світу 1962 року.

## Клубні виступи
У професійний футбол Вава прийшов 1949 року як крайній атакувальний півзахисник. Тоді став виступати за місцеву команду «Спорт Ресіфі» з рідного однойменного міста й одразу виграв з нею чемпіонат штату Пернамбуку. Через рік перейшов до іншого клубу «Васко да Гама», де пробув сім років і провів 150 ігор. За той час зі своєю командою футболіст тричі вигравав чемпіонат штату Ріо-де-Жанейро й одного разу став володарем найпрестижніших у Бразилії клубних змагань — Ріо-Сан-Паулу.
Після здобуття світового чемпіонства 1958 року «кусень» слави перепав для Вава й футболіст вирішив залишитись у Європі — його, як уже центрального нападника, запросив іспанський «Атлетіко» з Мадрида. У складі нової команди бразилець виступав протягом трьох років і за 71 гру забив 31 гол. Вава взяв участь у першому поході свого клубу у єврокубки. У сезоні 1958/1959 «Атлетіко» дійшов аж до півфіналу Кубка чемпіонів, де його спинили співвітчизники з мадридського «Реалу». А у 1961-у «Атлетіко» за участі зокрема й бразильського нападника виграв іспанський Кубок короля.
Через проблеми у сім'ї і сум за рідною Бразилією, Вава 1961-го розірвав контракт з «Атлетіко» й повернувся на батьківщину. Його до свого складу одразу вніс «Палмейрас». У цьому клубі нападник відіграв два роки, забив 71 гол у 142 матчах й одного разу став чемпіоном штату Сан-Паулу. По тому 30-річний футболіст подався у Мексику до тамтешнього клубу «Америка», де провів з перервою наступні чотири роки. На один з сезонів Вава поїхав до Іспанії — протягом 1965/1966 років він грав за клуб «Ельче».
Та форма гравця не задовольняла босів команд, тому 1967 року він переходить з «Америки» до іншого мексиканського клубу «Торос Неса». У наступному сезоні 1968/1969 Вава вже опинився у американському клубі «Сан-Дієго Торос». А у 1969 році завершив футбольну кар'єру у бразильській команді «Портуґеза Деспортос».
У останні роки свого життя Вава мав проблеми з серцевим захворюванням. 2000-го екс-футболіст пережив інфаркт, а за два роки помер через серцевий напад.

## На чемпіонатах світу
За збірну Вава почав виступати з 1952 року. Через 6 років він взяв участь у першій для себе фінальній частині Чемпіонату світу. Саме на цих змаганнях тренерський штаб вперше довірив футболістові позицію центрального нападника. Як наслідок — у фінальній грі бразильці перемогли шведів 5:2, а Вава доклався до перемоги зі своїми двома голами.
Вдруге бразильський нападник став чемпіоном світу 1962 року на змаганнях у Чилі. Під час турніру футболіст забив 4 голи й разом із співвітчизником Гаррінчею, чилійцем Санчесом, хорватом Єрковічем, угорцем Альбертом і радянським гравцем Івановим став одним з найкращих бомбардирів.
Донині Вава відомий і як перший з чотирьох футболістів, яким вдавалось двічі відзначитись у фінальних матчах чемпіонатів світу. Окрім бразильця, якого у рідній країні кликали крім «Вава» ще й на прізвисько «Сталеві груди» (порт.Peito de Aço) (він забивав 1958-го шведам і 1962-го Чехословаччині), таким здобутком можуть похвалитися Пеле, Пауль Брайтнер та Зінедін Зідан.
Усього за збірну Вава грав до 1964 року. За цей час провів 22 гри й забив 15 голів.

## Титули і досягнення
- Чемпіон світу: 1958, 1962